# The Division Bell
The Division Bell е четиринадесетият студиен албум на английската прогресив рок група Пинк Флойд. Той е издаден във Великобритания от И Ем Ай Рекърдс 28 март 1994 година и от Кълъмбия Рекърдс на 4 април в САЩ.
Музиката е предимно написана от Дейвид Гилмор и Ричард Райт; лирически, албумът се занимава с теми за комуникация. Записите са направени на различни места, включително звукозаписното студиото на групата Britannia Row Studios, както и личното студио-лодка „Астория“ на Дейвид Гилмор. Екипът на продуцентите включва Пинк Флойд, продуцентът Боб Езрин, Анди Джаксън и саксофонистът Дик Пери. Новата съпруга на Гилмор, Поли Симсън е съавтор на много от текстовете на песните в албума, както и Райт, който изпълнява първият си соло вокал след албума на Пинк Флойд The Dark Side of the Moon от 1973 година.
Албумът заема първа позиция в САЩ, и Великобритания но получава смесени отзиви. След издаването му групата организира световно концертно турне в Европа и САЩ. The Division Bell е сертифициран от Асоциация на звукозаписната индустрия в Америка със златен, платинен и 2х платинен сертификат през 1994 година, а през 1999 година е удостоен и с 3х платинен сертификат.

## Списък с песните
1. Cluster One – 5:58
2. What Do You Want from Me – 4:21
3. Poles Apart – 7:04
4. Marooned – 5:29
5. A Great Day for Freedom – 4:17
6. Wearing the Inside Out – 6:49
7. Take It Back – 6:12
8. Coming Back to Life – 6:19
9. Keep Talking – 6:11
10. Lost for Words – 5:14
11. High Hopes – 8:31

## Състав
- Дейвид Гилмор – основни и задни вокали, китара, клавиши
- Ник Мейсън – барабани, перкусии
- Ричард Райт – клавиши, пиано, вокали